# ACPEIP

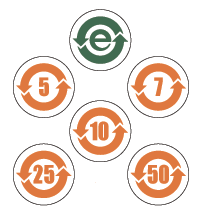
Exemple de logos d'.

L’ACPEIP est une loi publiée en Chine le 28 février 2006. Elle signifie Administration pour le contrôle de la pollution causée par les produits d'information électronique, de l'anglais Administrative Measure on the Control of Pollution Caused by Electronic Information Products.
Cette loi est fréquemment qualifiée de « RoHS chinoise » du fait des similitudes qu’elle possède avec la directive européenne 2002/95/CE relative à la limitation de l’utilisation de certaines substances dangereuses dans les équipements électriques et électroniques.
Les produits conformes à la directive RoHS ne sont pas forcément conformes à la réglementation chinoise ACPEIP. Le champ d’application de l’ACPEIP est nettement plus étendu que celui de la RoHS européenne.